# 장동혁
장동혁(張東赫, 1979년 10월 18일 ~ )은 대한민국의 희극 배우이다.

## 생애
2003년에는 KBS 18기 공채 개그맨으로 데뷔하였다. 데뷔 전에는 가전제품 영업사원이었다. 가수 김연우와 닮은꼴로도 화제다.
ABCIS 장동혁과는 이름이 같을 뿐 더러 생김새도 비슷하여, 둘다 못생겼다는 말을 많이 듣는다고 한다.

## 화제
2010년 개그콘서트의 봉숭아학당에서 '샤우팅을 사랑하는 동혁이형'이라는 캐릭터를 하면서 서민 입장의 시사, 정치 문제를 비판하는 풍자개그를 하여 큰 호응을 받았다.

## 방송
- KBS 《개그콘서트》
  - 〈개그 대국〉
  - 〈개육대〉
  - 〈고성방가〉
  - 〈공포의 외인구단〉
  - 〈그려 안그려〉
  - 〈그냥 내비둬〉
  - 〈내일은 욘사마〉(감독 역)
  - 〈단점이 없어〉
  - 〈덩크슛〉
  - 〈돌아보지마〉
  - 〈말빨의 청춘〉
  - 〈못말리는 변접관〉
  - 〈봉숭아학당〉(진짜루, 노마진, 동혁이형 역)
  - 〈부러워서 그려〉
  - 〈신년특집 개쇼〉
  - 〈웃겨버릴거야~〉
  - 〈쿨 거래〉
  - 〈하얀옥탑〉
  - 〈허둥 가라사대〉
  - 〈9시쯤뉴스〉
- KBS2 《쇼! 행운열차》
- KBS2 《위기탈출 넘버원》
- KBS2 《웃음충전소》
- MBC 《황금어장 - 무릎팍도사》
- SBS 《심장이 뛴다》

## 유행어
- OO은 무슨? 때려쳐! (고성방가)
- 우리 때 OO이 어딨어? (고성방가)
- 하지만 ~하다는거 (봉숭아학당) 노마진 역
- 밑줄 쫙~ 별표하나! 돼지꼬리 땡땡 지금까지 노마진이었습니다. (봉숭아학당) 노마진 역
- 안녕! 샤우팅을 사랑하는 동혁이형 이야! (봉숭아학당) 동혁이형 역

## 경력
- 2013년 11월: 제51주년 소방의 날 명예소방관

## 수상
- 2009년 12월 8일 KBS 《1대 100》 133회 100인 중 우승